# Ley de Jornada de Trabajo
La Ley de Jornada de Trabajo, o Ley 11.544,  es una legislación argentina que establece que las jornadas laborales no pueden durar más de 8 horas diarias o 48 horas semanales. Fue promulgada por Hipólito Yrigoyen en 1929.

## Excepciones a la ley
La ley estipula las siguientes excepciones:
- Trabajos agrícolas y ganaderos
- Servicio doméstico
- Establecimientos donde trabajen solamente miembros de la familia del jefe, dueño, empresario, gerente, director o habilitado principal.
- Directores y gerentes. (Inciso sustituido por art. 1° de la Ley N° 26.597 B.O. 11/6/2010)